# Drinova, Timiș
Drinova este un sat în comuna Bârna din județul Timiș, Banat, România.

## Legături externe

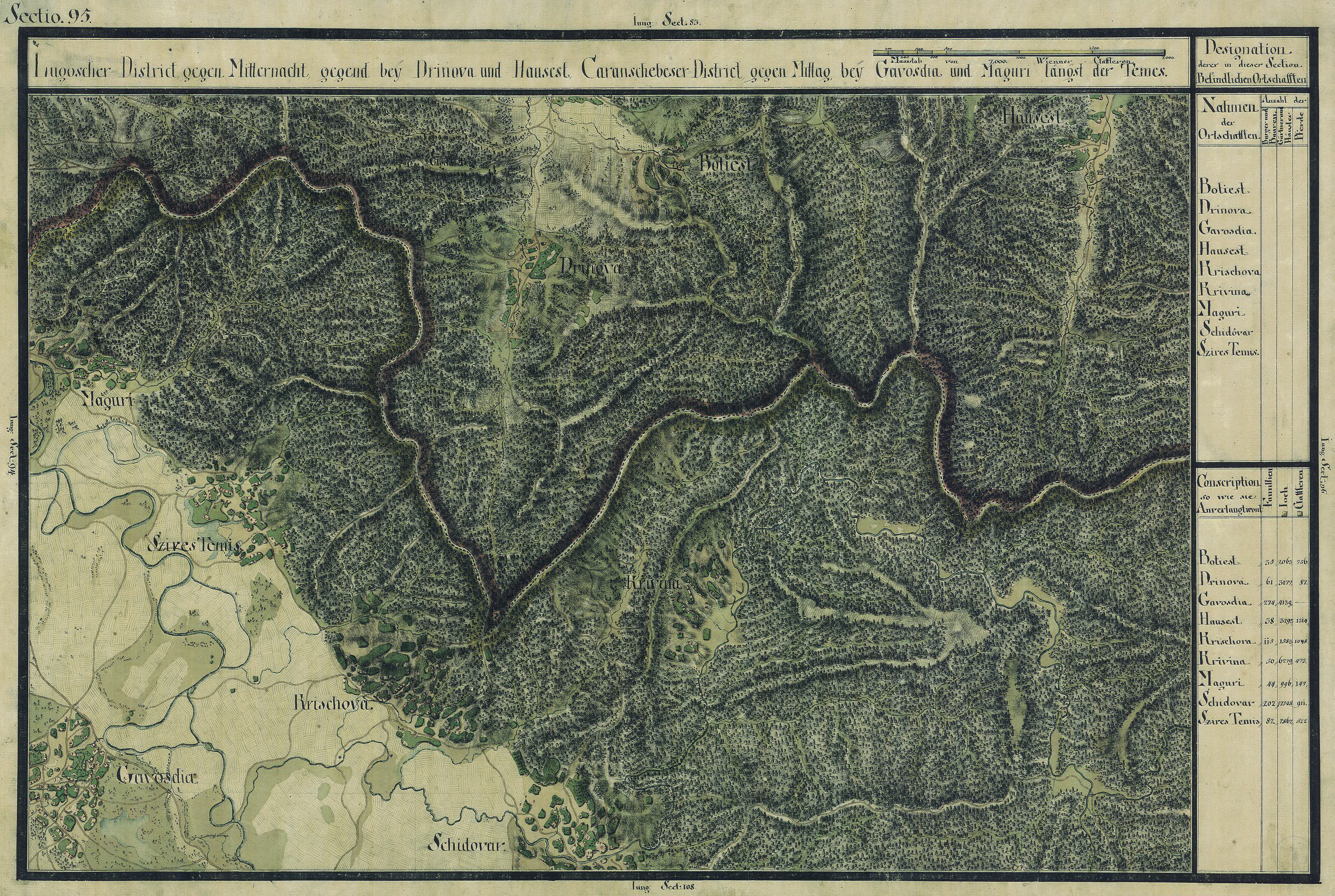
Drinova în Harta Iosefină a Banatului, 1769-72